# Карачич, Игор
Игор Карачич (хорв. Igor Karačić; род. 2 ноября 1988 года, Мостар) — хорватский гандболист, разыгрывающий клуба «Виве Кельце».
Старший брат Иван (род. 1985) также является гандболистом, выступал за сборную Боснии и Герцеговины. Младший брат Горан стал футболистом, играет в Турции, выступал за молодёжную сборную Боснии и Герцеговины.

## Карьера

### Клубная
Игор Карачич начинал профессиональную карьеру в 2008 году в хорватском клубе «Меткович». В 2009 году Карачич перешёл в боснийский клуб «Зриньски Мостар». В 2010 году Игор Карачич перешёл в «Босна Сараево», в составе этого клуба стал чемпионом Боснии. В 2012 году Карачич перешёл в македонский клуб «Вардар», в составе которого стал 4-кратным победителем Лиги чемпионов ЕГФ. В 2019 году переехал в Польшу в клуб «Виве Кельце».

### В сборной
За сборную Хорватии сыграл 98 матчей и забросил 236 мячей.

## Награды
- чемпион Македонии: 2013, 2015, 2016, 2017, 2018
- Обладатель кубка Македонии: 2014, 2015, 2016, 2017, 2018
- Обладатель Суперкубка Македонии: 2017, 2018
- чемпион Боснии и Герцеговины: 2011
- Чемпион Польши: 2020, 2021, 2022, 2023
- Бронзовый призёр чемпионата Европы: 2016
- Чемпион Европы до 18 лет: 2006
- Серебряный призёр чемпионата мира до 19 лет: 2007
- Победитель лиги СЕХА: 2014, 2017, 2018, 2019
- Медаль «За заслуги перед Македонией» (5 июня 2017 года, Македония)[2].
- Орден Хорватской звезды с ликом Франьо Бучара (10 марта 2025 года, Хорватия)[3].